# Zemlanka (rejon konotopski)
Zemlanka (ukr. Землянка) – wieś na Ukrainie, w obwodzie sumskim, w rejonie konotopskim, w hromadzie Dubowjaziwka. W 2024 liczyła 357 mieszkańców, spośród których 356 wskazało jako ojczysty język ukraiński, a 1 rosyjski.